# Březenský vrch
Březenský vrch är en kulle i Tjeckien.   Den ligger i regionen Ústí nad Labem, i den nordvästra delen av landet, 60 km nordväst om huvudstaden Prag. Toppen på Březenský vrch är 237 meter över havet, eller 53 meter över den omgivande terrängen. Bredden vid basen är 2,6 km.
Terrängen runt Březenský vrch är platt västerut, men österut är den kuperad.Runt Březenský vrch är det tätbefolkat, med 530 invånare per kvadratkilometer. Närmaste större samhälle är Most, 18,0 km norr om Březenský vrch. Trakten runt Březenský vrch består till största delen av jordbruksmark.